# Blackgang
Blackgang – wieś w Anglii, na wyspie Wight. Leży 13 km na południe od miasta Newport i 132 km na południowy zachód od Londynu.